# Indonemoura jacobsoni
Indonemoura jacobsoni is een steenvlieg uit de familie beeksteenvliegen (Nemouridae). De wetenschappelijke naam van de soort is voor het eerst geldig gepubliceerd in 1912 door Klapálek.